# Río Juanambú
El Juanambú es un caudaloso y serpenteante río del suoeste de Colombia, ubicado al norte del departamento de Nariño. Es un afluente del río Patía.
En 1814 se libró en sus cercanías la batalla de Juanambú, durante la campaña de Antonio Nariño.
La provincia del Juanambú recibe su nombre por este río.

## Geografía
El río Juanambú se levanta en la cordillera central en el departamento de Nariño, formando su afluente entre los municipios de El Tablón de Gómez, Buesaco, Arboleda y San José de Albán. Fluye al oeste, pasando al norte de Pasto, antes de unirse al río Patía cerca del municipio de Policarpa.